# إمكدال
إمڭدال هي قرية أمازيغية جبلية مغربية وسط المملكة. تنتمي إمڭدال لإقليم الحوز. تضم هذه القرية 5.537 نسمة (إحصاء 2004).

## إحصاء عام
| السنة | عدد السكان | عدد الأسر | عدد الأجانب |
| ----- | ---------- | --------- | ----------- |
| 1994  | 5594       | 938       | °°°°        |
| 2004  | 5537       | 1044      | 0           |